# Семенівка (Корюківський район)
Семені́вка — село в Україні, у Менській міській громаді Корюківського району Чернігівської області. Населення становить 943 осіб. Площа села 3,69 км².
До 2016 орган місцевого самоврядування — Семенівська сільська рада
.

## Історія
12 червня 2020 року, відповідно до розпорядження Кабінету Міністрів України № 730-р «Про визначення адміністративних центрів та затвердження територій територіальних громад Чернігівської області», увійшло до складу Менської міської громади.
19 липня 2020 року, в результаті адміністративно-територіальної реформи та ліквідації Менського району, село увійшло до складу Корюківського району.